# Elecciones estatales de Sajonia de 1999

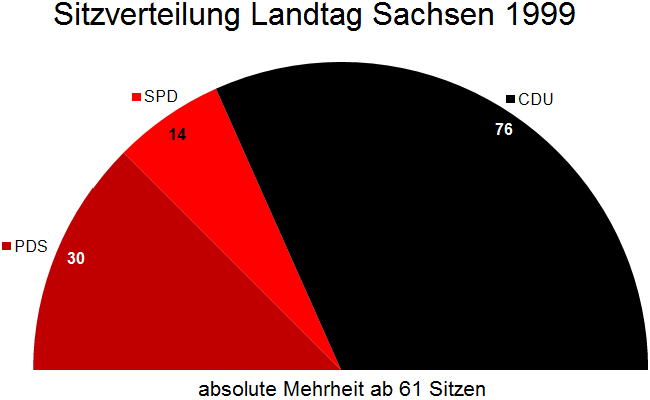
Resultados de las elecciones estatales de Sajonia de 1999

La elección estatal de Sajonia de 1999 fue la tercera elección al Landtag de Sajonia y se llevó a cabo el 19 de septiembre de 1999.

## Resultados
Los resultados oficiales dieron por ganadora a la CDU bajo el Ministro-Presidente Kurt Biedenkopf, manteniendo su mayoría absoluta de manera significativa y alcanzando el 56,9 por ciento de los votos. Una vez más se eligieron 60 mandatos directos, todos ganados por la CDU. El PDS obtuvo ganancias de más de cinco puntos porcentuales y por primera vez se convirtió en el segundo partido más grande de Sajonia, siendo doblemente más fuerte que el SPD, que tuvo su peor resultado con pérdidas fuertes alcanzado solo el 10,7 por ciento. Los Verdes no entraron en el Parlamento del Estado, pero se mantuvieron como el partido más fuerte fuera del Landtag. El partido Pro Deutsche Mitte – Initiative Pro D-Mark, que participaba por primera vez, anotó un resultado del 2,1%, con lo que el REP, el NPD y el FDP quedaron atrás.
Como resultado de las elecciones, el gobierno de mayoría absoluta de la CDU continuó en el gabinete Biedenkopf III.
La participación fue del 61,1% y por lo tanto aumentó en comparación a 1994 en 2,7 puntos porcentuales.
Los resultados fueron:
| Partido | Partido                     | Erststimmen | Zweitstimmen | Resultado | Escaños |
| ------- | --------------------------- | ----------- | ------------ | --------- | ------- |
|         | CDU                         | 1.147.041   | 1.231.254    | 56,9 %    | 76      |
|         | PDS                         | 524.177     | 480.317      | 22,2 %    | 30      |
|         | SPD                         | 303.892     | 232.311      | 10,7 %    | 14      |
|         | GRÜNE                       | 36.533      | 55.609       | 2,6 %     | —       |
|         | Pro DM                      | —           | 46.469       | 2,1 %     | —       |
|         | REP                         | 24068       | 32.793       | 1,5 %     | —       |
|         | NPD                         | 19.441      | 29.593       | 1,4 %     | —       |
|         | FDP                         | 51.756      | 23.369       | 1,1 %     | —       |
|         | DSU                         | 18.860      | 9.204        | 0,4 %     | —       |
|         | PBC                         | —           | 6.935        | 0,3 %     | —       |
|         | Graue                       | 1.500       | 6.876        | 0,3 %     | —       |
|         | Forum                       | 922         | 4.100        | 0,2 %     | —       |
|         | BüSo                        | 502         | 2.440        | 0,1 %     | —       |
|         | KPD                         | —           | 1.814        | 0,1 %     | —       |
|         | FP Deutschlands             | 641         | 988          | 0,1 %     | —       |
|         | 4 candidatos independientes | 10.981      | —            | —         | —       |